# Eleição municipal de Juazeiro do Norte em 1950
A eleição municipal de 1950 em Juazeiro do Norte aconteceu em 03 de outubro de 1950, com o objetivo de eleger prefeito e vice-prefeito da cidade e membros da Câmara de Vereadores.
O prefeito titular era Antônio Conserva Feitosa, do PSD. José Monteiro de Macêdo, do PR foi eleito com 100% dos votos, pois foi o único a disputar o cargo.

## Vereadores eleitos
| Candidato(a)             | Partido | Votos |
| ------------------------ | ------- | ----- |
| Luís de Matos França     | PR      | 416   |
| José Gonçalves           | PR      | 363   |
| Argemiro Mota            | PR      | 349   |
| Neide Pereira Nobre      | PR      | 284   |
| José Maria de Figueiredo | UDN     | 388   |
| Margarida Pereira        | UDN     | 175   |
| Antônio Coimbra          | UDN     | 146   |
| Vicente Sobrinho         | UDN     | 137   |
| Raimundo Viana           | PSD     | 139   |
| Raimundo José da Silva   | PSD     | 126   |